# 豊浜トンネル (後志)
豊浜トンネル（とよはまトンネル）は、北海道後志管内の余市郡余市町と古平郡古平町とを結ぶトンネルで、国道229号の一部である。

## 概要
1963年に初代豊浜隧道開通。初代豊浜隧道は途中で大きく屈曲していた上、竜仙洞という自然の海食洞の中を通り抜ける特異な構造であった。旧隧道はこの構造故の危険性に加え、幅が6mと狭く老朽化が進んだことから、1984年、豊浜隧道と隣のチャラセナイ隧道をショートカットする2代目豊浜トンネルが建設された。しかし、12年後の1996年に岩盤崩落事故（後述）が発生し、多くの死者を出した。事故後、豊浜トンネル内から崩落現場を山側に迂回して古平町側に隣接していたセタカムイトンネル内に繋ぐバイパストンネルが掘られ、3代目豊浜トンネルとして2000年に開通。2代目トンネルの現用部分・新規のバイパストンネル部分・元セタカムイトンネルの現用部分を合わせた全長は2,228m。

## 豊浜トンネル岩盤崩落事故
1996年（平成8年）2月10日午前8時10分頃、古平町側坑口直上の斜面において岩盤（最大高さ70m・最大幅50m・最大厚さ13m・体積11,000m3・重さ27,000tと推計）が崩落。落石防護のために設けられていたトンネル巻き出し部の天井を突き破り、トンネル内を走行中だった北海道中央バスの積丹町余別発小樽駅前行き路線バス（乗客18人、運転手1人）と、後続の乗用車（1人乗車）、対向の乗用車1台（1人乗車）の計3台が直撃を受けた。間一髪で脱出した乗用車運転の女性1人を除く20人が死亡した。
トンネル内の事故現場は多数の瓦礫に塞がれ、内部に閉じ込められた車の様子が確認出来ず、さらに、巨大なまま上部に残留している岩盤を除去しない限りは再崩落の危険があり、内部に入ることができなかったため、岩盤を発破により海側へ滑らせて除去することとした。しかし、内部にいる人が生存している可能性も考慮し、岩盤除去に使用する爆薬の量が制限されたため、岩盤除去作業は難航した。11日から14日にかけて、4回にわたる発破作業の末ようやく岩盤を除去することができた。岩盤除去後に瓦礫は取り除かれたが、乗用車は原形をとどめておらず、また、バスは3mあった高さが1mにまで押し潰された有様であり、死因は全員とも圧死で、ほぼ即死状態であったと考えられている。
崩落に至った原因としては、付近の地下水が湧出している部分が厳冬期に凍結し、地下水圧の上昇を毎年繰り返すことで、岩盤の亀裂を徐々に成長させたためと見られている。また、2012年に山梨県で発生した笹子トンネル天井板落下事故の原因としてトンネル本体の老朽化以外に前年に発生した東北地方太平洋沖地震やその誘発地震である長野県北部地震による外圧も影響したとする見解が出された際に、本件事故についても1993年の北海道南西沖地震の影響が考えられるとする意見が出されている（防災システム研究所所長山村武彦の見解）。
1991年（平成3年）・1994年（平成6年）にも現場付近で小規模な崩落が起きており、安全対策を怠ったとして北海道開発局の元幹部2人が書類送検されたが、不起訴処分となっている。遺族の一部は責任を追及しようと、道路管理者である日本国政府を相手取り民事訴訟を起こしたが、判決では賠償金の支払いは命じたものの、責任については明確にされなかった。

## 事故後
近辺に迂回路が一切ないため、余市町と古平町・積丹町の間を往来するには岩内町・神恵内村を経由して大きく迂回するほかなく、一時半孤立状態となったが、数日後には既に廃道として閉鎖されていた海側の旧豊浜隧道を開放させ、ルートを確保した。旧隧道は断面が狭小で大型車のすれ違いが不可能であったため信号機による片側交互通行とする形で仮復旧した。その後1996年12月11日には事故現場の復旧を終え一度再開通した。また、事故を受けルートそのものの見直しを行った結果、豊浜トンネルの途中から分岐して崩落現場を避ける形で山側へ掘り進み、古平町側のセタカムイトンネルの途中へ合流して戻る中継トンネルを掘削して、より安全なルートに切り替えることとした。この工事は2000年12月8日に完成し、セタカムイトンネルを編入した全長2,228mの現在の豊浜トンネルとして開通した。その後トンネル内の旧ルートとの分岐部から先は封鎖された。

岩盤崩落事故の後に作られた慰霊碑（2009年8月、投稿者撮影）

崩落現場は入り江状にやや奥まっているため、現在は両側の海岸線からは現場方面を望むことはできない。また、海岸線は切り立った崖のため、崩落現場への到達は徒歩では困難で、船でしか行けない。現行豊浜トンネルの古平側坑口（旧セタカムイトンネルの古平側坑口）脇には防災祈念公園として駐車場とトイレが新設された。敷地内には慰霊碑が設置され、誰でも常時訪れることができるほか、トイレ隣には事故概要とトンネル防災に関する展示コーナーも併設されている。
当事故を受け、道内の他のトンネルの岩盤の安全性について検証が行われ、当時建設中であった北海道道740号北檜山大成線の北成トンネル（現：太田トンネル）については当初の計画から変更され、既に竣工していた天狗トンネルの一部を利用するルート変更が行われた。